# Wehikuł czasu (maszyna)

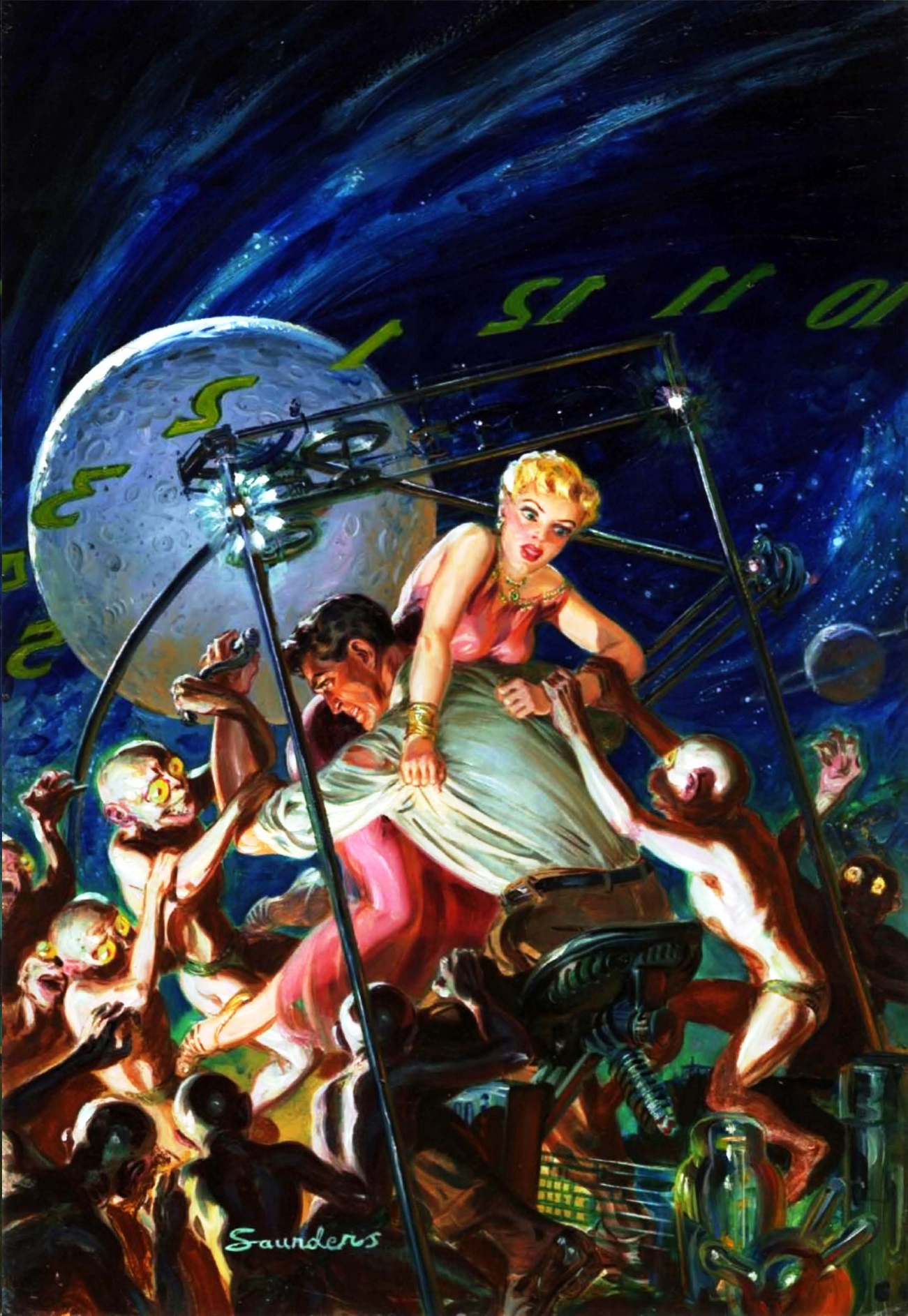
Wehikuł czasu na okładce czasopisma Famous Fantastic Mysteries, sierpień 1950; grafika autorstwa Normana Saundersa.

Wehikuł czasu – hipotetyczne urządzenie, które pozwala na podróżowanie w czasie. Są one motywem w twórczości fantastycznonaukowej, np.:
- samochód DeLorean przerobiony na wehikuł w Powrót do przyszłości (trylogia)
- tytułowa maszyna z powieści i filmów Wehikuł czasu
- w serii Terminator pokazany zostaje w filmie Terminator: Genisys
- film 12 małp i serial o tym samym tytule
- film Looper – Pętla czasu
- książka Felix, Net i Nika oraz Teoretycznie Możliwa Katastrofa oraz oparty na niej film
- serial Doktor Who
- serial Poza czasem
- serial Hotel 13
- film Faceci w czerni III
- visual novel Steins;Gate oraz oparte na niej anime o tej samej nazwie
- film Strażnik czasu
- serial The Umbrella Academy
- film Avengers Endgame
- film Meet the Robinsons
- serial Dark